# Dichrorampha
Dichrorampha är ett släkte av fjärilar som beskrevs av Achille Guenée 1845. Dichrorampha ingår i familjen vecklare.

## Bildgalleri

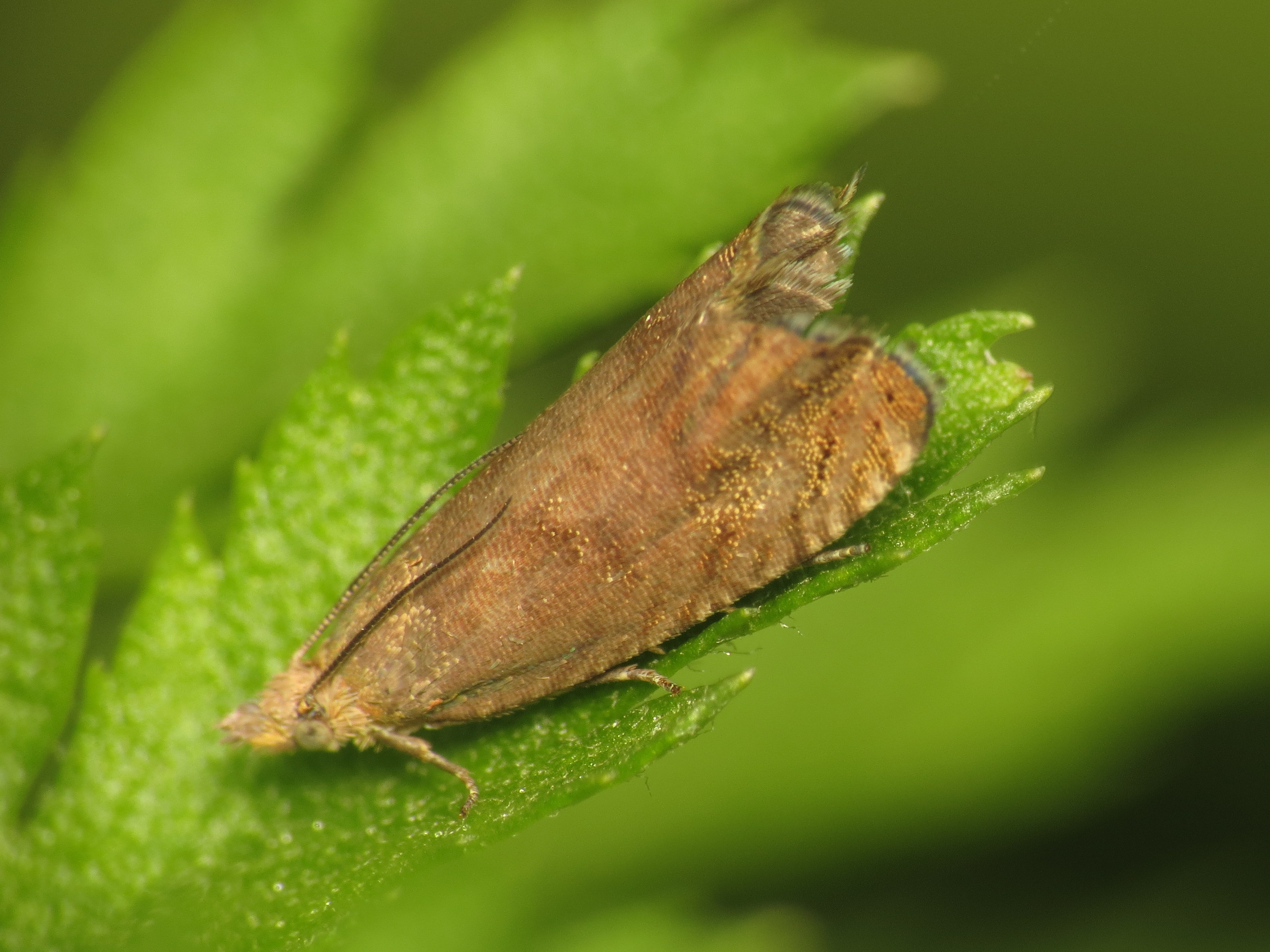
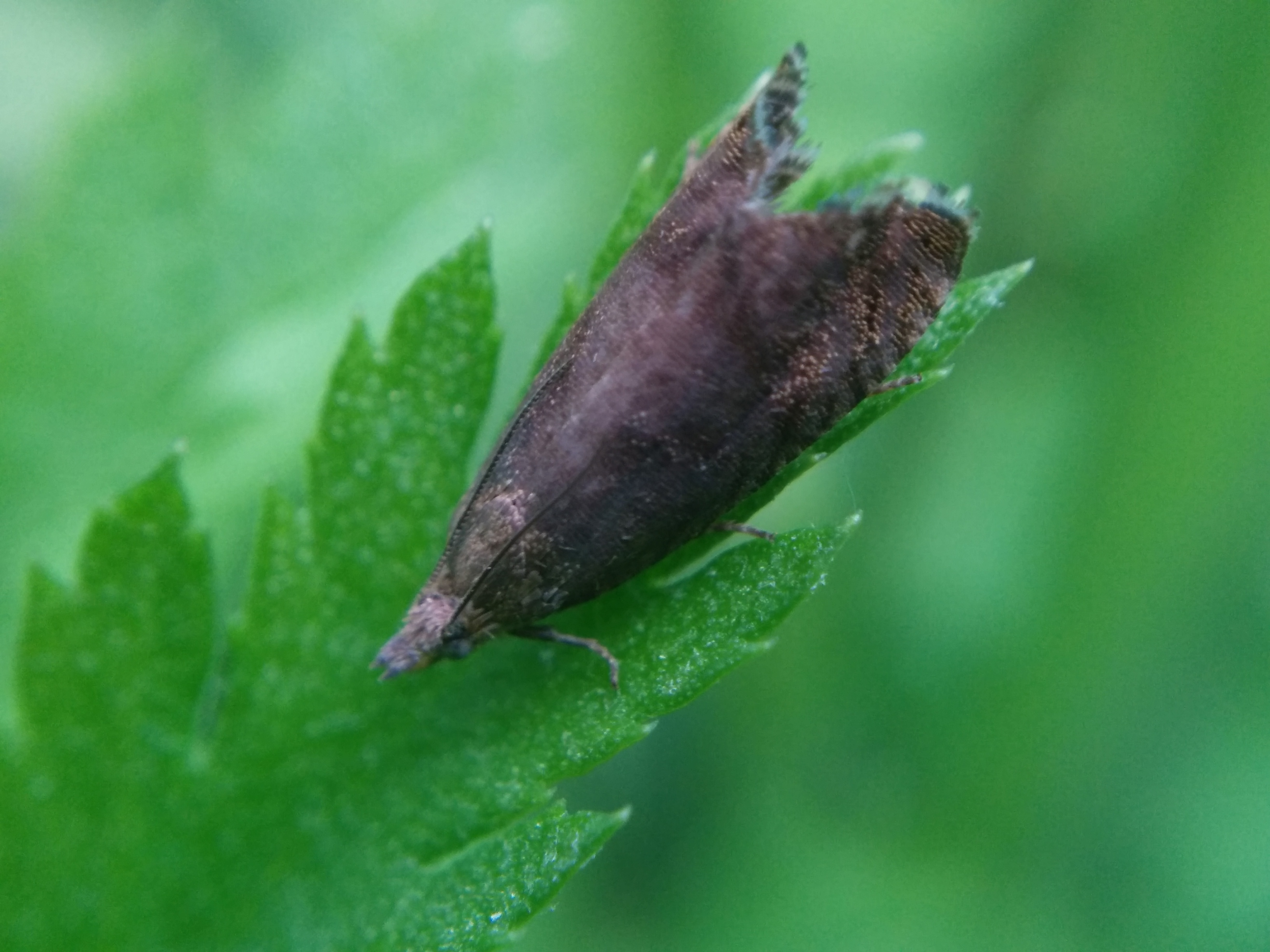
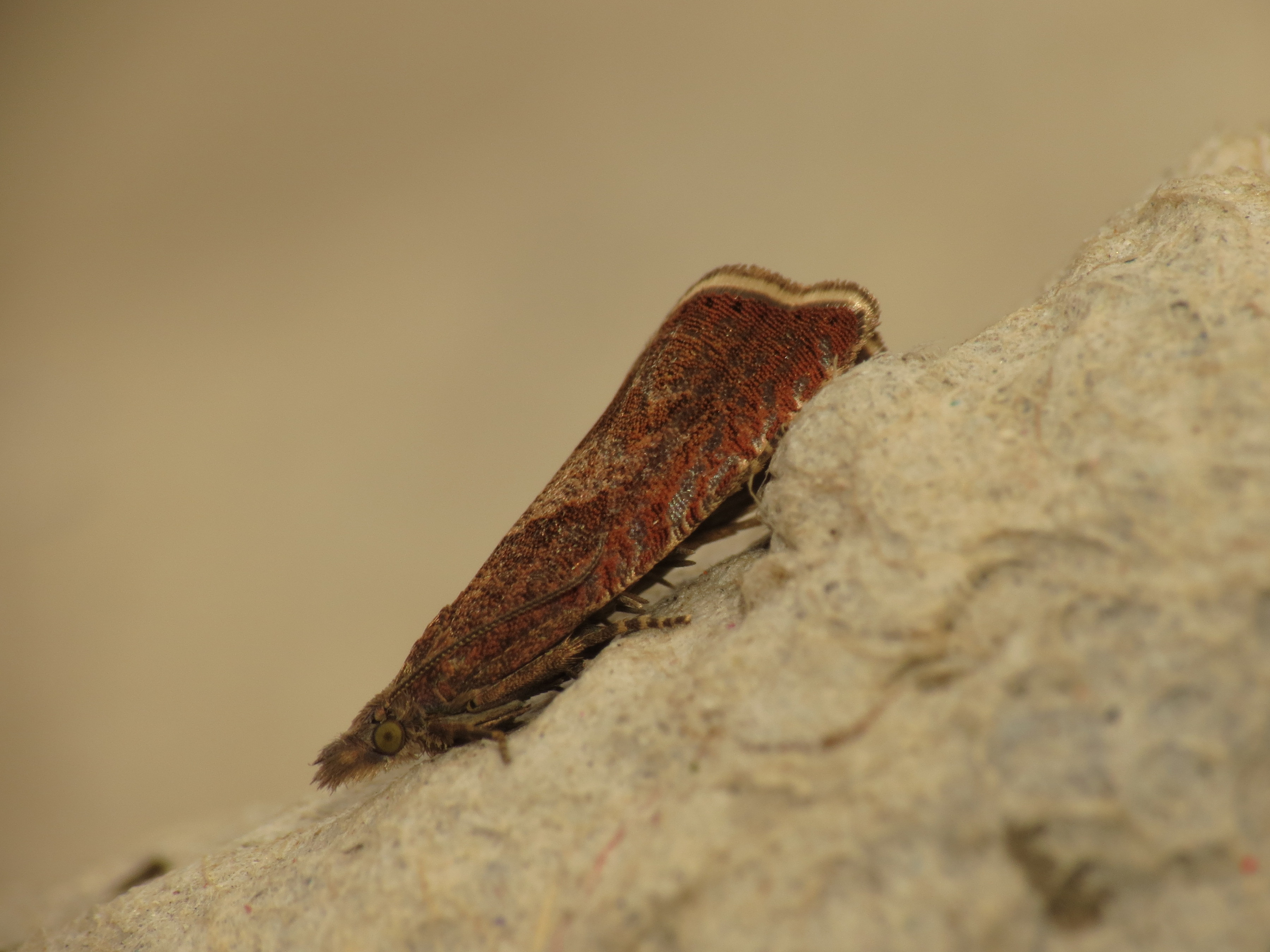
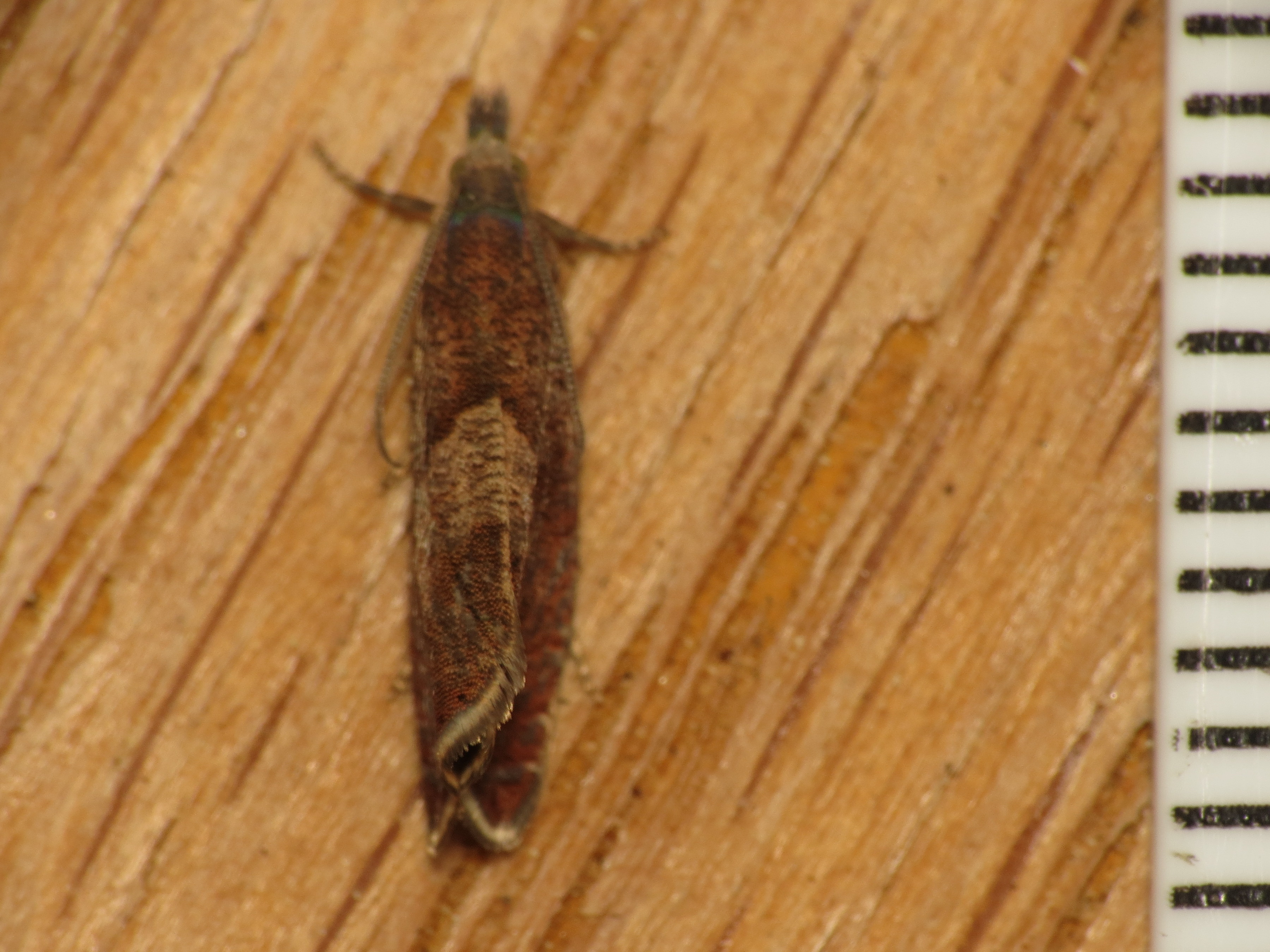
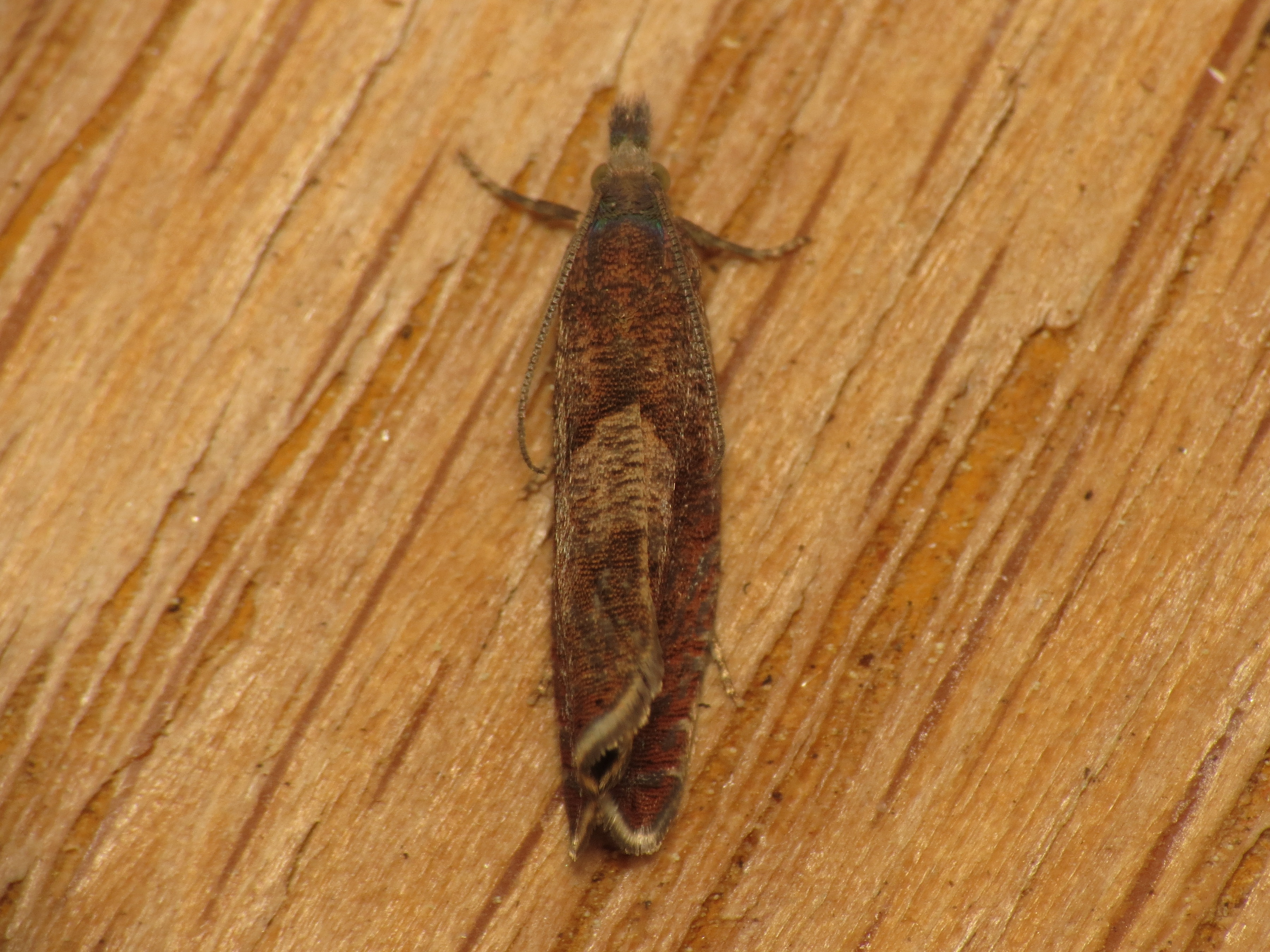
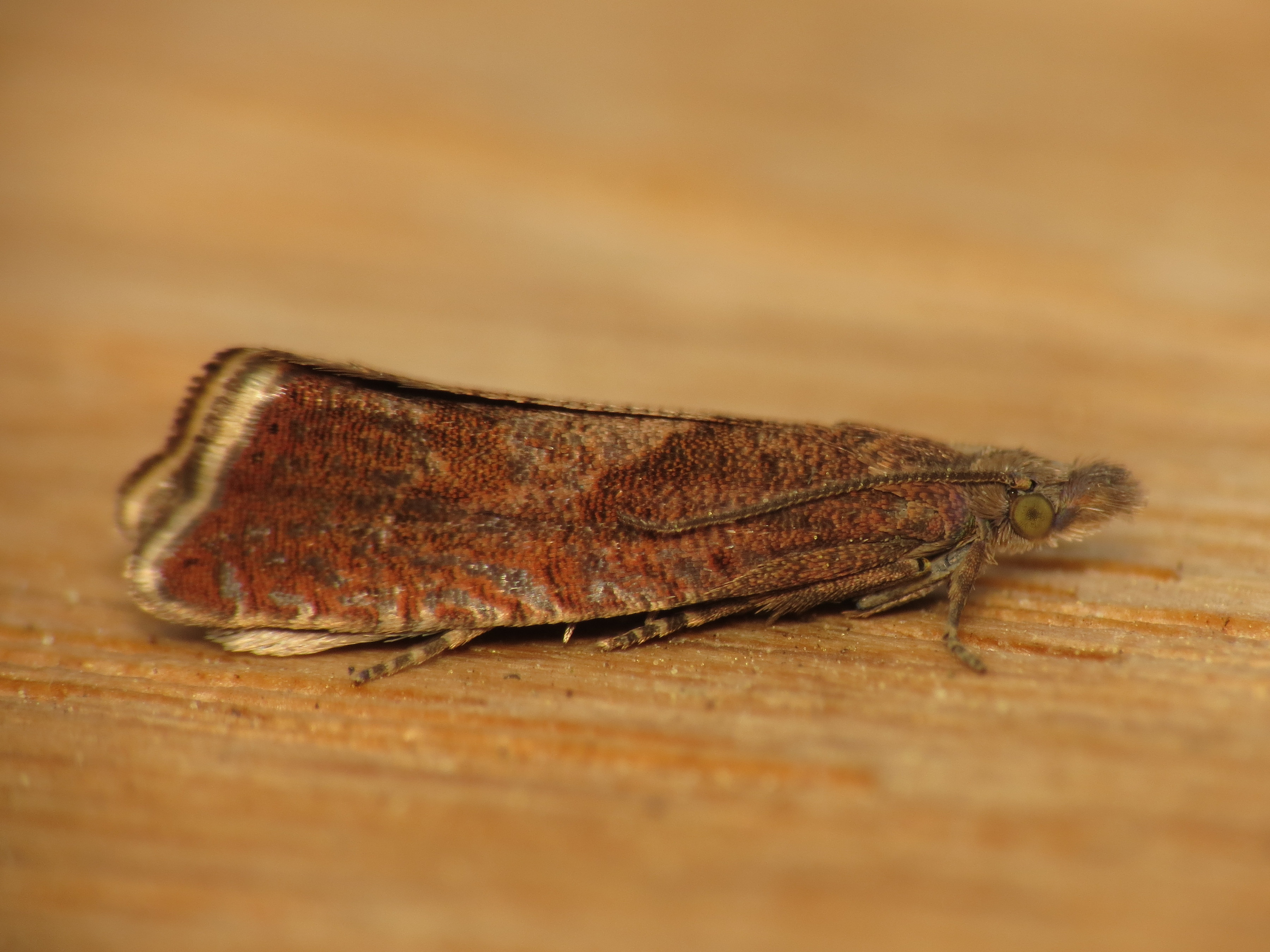

## Dottertaxa tillDichrorampha, i alfabetisk ordning[1][2]
- Dichrorampha abhasica
- Dichrorampha acuminatana
- Dichrorampha aequorea
- Dichrorampha aeratana
- Dichrorampha agilana
- Dichrorampha agraea
- Dichrorampha alaicana
- Dichrorampha alatavica
- Dichrorampha albicapitana
- Dichrorampha albimacula
- Dichrorampha albinella
- Dichrorampha albistriana
- Dichrorampha alpestrana
- Dichrorampha alpigenana
- Dichrorampha alpinana
- Dichrorampha altaica
- Dichrorampha alticolana
- Dichrorampha ambrosiana
- Dichrorampha andorraensis
- Dichrorampha ardescens
- Dichrorampha artemisiana
- Dichrorampha assumptana
- Dichrorampha aurisignana
- Dichrorampha aztecana
- Dichrorampha baixerasana
- Dichrorampha balticana
- Dichrorampha banana
- Dichrorampha batesi
- Dichrorampha bittana
- Dichrorampha blasiana
- Dichrorampha bradorensis
- Dichrorampha britana
- Dichrorampha broui
- Dichrorampha bugnionana
- Dichrorampha cacaleana
- Dichrorampha cacuminana
- Dichrorampha caliginosana
- Dichrorampha cancellatana
- Dichrorampha canimaculata
- Dichrorampha capitana
- Dichrorampha carneola
- Dichrorampha caucasica
- Dichrorampha cespitana
- Dichrorampha chavanneana
- Dichrorampha cinerascens
- Dichrorampha cinerosana
- Dichrorampha circumfusana
- Dichrorampha citrophricta
- Dichrorampha coniana
- Dichrorampha consortana
- Dichrorampha coriana
- Dichrorampha daedaleana
- Dichrorampha daedalopis
- Dichrorampha dana
- Dichrorampha danilevskyi
- Dichrorampha dekanoidzei
- Dichrorampha diagrapta
- Dichrorampha discedana
- Dichrorampha distinctana
- Dichrorampha dubitana
- Dichrorampha dzhungarica
- Dichrorampha eidmanni
- Dichrorampha embolaea
- Dichrorampha epicharana
- Dichrorampha eulepidana
- Dichrorampha eurychorana
- Dichrorampha euterpes
- Dichrorampha excitana
- Dichrorampha eximia
- Dichrorampha fackiana
- Dichrorampha ferrata
- Dichrorampha figurana
- Dichrorampha filipjevi
- Dichrorampha flavidorsana
- Dichrorampha forsteri
- Dichrorampha fulvipalpis
- Dichrorampha fusca
- Dichrorampha gemellana
- Dichrorampha gracilis
- Dichrorampha gruneriana
- Dichrorampha guadarramana
- Dichrorampha gueneeana
- Dichrorampha hannemanni
- Dichrorampha harpeana
- Dichrorampha heegerana
- Dichrorampha heptagramma
- Dichrorampha herbosana
- Dichrorampha heuseriana
- Dichrorampha iaquiniana
- Dichrorampha iberica
- Dichrorampha immaculata
- Dichrorampha impuncta
- Dichrorampha incanana
- Dichrorampha incarnana
- Dichrorampha incognitana
- Dichrorampha inconspicua
- Dichrorampha incursana
- Dichrorampha infuscata
- Dichrorampha inseperata
- Dichrorampha interponana
- Dichrorampha iocrossa
- Dichrorampha iranica
- Dichrorampha iverica
- Dichrorampha jaquiniana
- Dichrorampha kana
- Dichrorampha klimeschi
- Dichrorampha klimeschiana
- Dichrorampha kuznetzovi
- Dichrorampha larsana
- Dichrorampha lasithicana
- Dichrorampha latebrata
- Dichrorampha latiflavana
- Dichrorampha leopardana
- Dichrorampha letarfensis
- Dichrorampha leviscriptana
- Dichrorampha ligulana
- Dichrorampha limenita
- Dichrorampha livens
- Dichrorampha luctifica
- Dichrorampha maculana
- Dichrorampha manilkara
- Dichrorampha marmarocyma
- Dichrorampha militaris
- Dichrorampha minorana
- Dichrorampha modestana
- Dichrorampha montana
- Dichrorampha montanana
- Dichrorampha müller-rutzi
- Dichrorampha neotricha
- Dichrorampha nigrobrunneana
- Dichrorampha nigromaculana
- Dichrorampha nowickii
- Dichrorampha obliterana
- Dichrorampha obraztsovi
- Dichrorampha obscuratana
- Dichrorampha octavia
- Dichrorampha okui
- Dichrorampha olivacea
- Dichrorampha pallidula
- Dichrorampha patriocosma
- Dichrorampha penetralis
- Dichrorampha pentheriana
- Dichrorampha petiverana
- Dichrorampha petiverella
- Dichrorampha pfisteri
- Dichrorampha piperana
- Dichrorampha planiloqua
- Dichrorampha plumbagana
- Dichrorampha plumbana
- Dichrorampha plummeriana
- Dichrorampha plusiana
- Dichrorampha podoliensis
- Dichrorampha polyplecta
- Dichrorampha praecisa
- Dichrorampha proxima
- Dichrorampha psacastis
- Dichrorampha pseudoalpestrana
- Dichrorampha pseudocinerosana
- Dichrorampha quadarramana
- Dichrorampha questionana
- Dichrorampha radicicolana
- Dichrorampha refraga
- Dichrorampha rejectana
- Dichrorampha resplendana
- Dichrorampha rhaeticana
- Dichrorampha rilana
- Dichrorampha rjabovi
- Dichrorampha salicetana
- Dichrorampha sapodilla
- Dichrorampha sarmentana
- Dichrorampha saturnana
- Dichrorampha schatzmanni
- Dichrorampha sedatana
- Dichrorampha semiarcha
- Dichrorampha senectana
- Dichrorampha sequana
- Dichrorampha sericana
- Dichrorampha sevocata
- Dichrorampha sheljushkoi
- Dichrorampha siderophanes
- Dichrorampha simpliciana
- Dichrorampha simulana
- Dichrorampha sinensis
- Dichrorampha sinuata
- Dichrorampha slavana
- Dichrorampha sordescens
- Dichrorampha stabulata
- Dichrorampha striatimacula
- Dichrorampha strophodina
- Dichrorampha subsequana
- Dichrorampha sugii
- Dichrorampha sylvicolana
- Dichrorampha tamerlana
- Dichrorampha tanaceti
- Dichrorampha tayulingensis
- Dichrorampha testacea
- Dichrorampha texanana
- Dichrorampha thomanni
- Dichrorampha thylacura
- Dichrorampha tianshanica
- Dichrorampha tornograpta
- Dichrorampha torrana
- Dichrorampha tshetverikovi
- Dichrorampha tshimgana
- Dichrorampha typhlodes
- Dichrorampha ulicana
- Dichrorampha unicolor
- Dichrorampha uralensis
- Dichrorampha vacivana
- Dichrorampha vancouverana
- Dichrorampha vinana
- Dichrorampha zachana
- Dichrorampha zermattana